# Thomas Joseph Lobsinger
Thomas Joseph Lobsinger OMI (* 17. November 1927 in Ayton, Ontario, Kanada; † 15. April 2000) war ein kanadischer Geistlicher und römisch-katholischer Bischof von Whitehorse.

## Leben
Thomas Joseph Lobsinger trat dem Orden der Oblaten der Unbefleckten Jungfrau Maria (OMI) bei und legte am 2. August 1947 die Profess ab. Am 29. Mai 1954 empfing er das Sakrament der Priesterweihe.
Papst Johannes Paul II. ernannte ihn am 3. Juli 1987 zum Bischof von Whitehorse. Die Bischofsweihe spendete ihm sein Amtsvorgänger Hubert Patrick O’Connor OMI, Bischof von Prince George, am 1. Oktober desselben Jahres. Mitkonsekratoren waren der Erzbischof von Vancouver, James Francis Carney, und der Erzbischof von Grouard-McLennan, Henri Légaré OMI.